# 清須市はるひ美術館
清須市はるひ美術館（きよすしはるひびじゅつかん）は、愛知県清須市春日夢の森1番地の清須市夢広場はるひにある公立の美術館である。
清須市立図書館、はるひ夢の森公園とともに清須市夢広場はるひを形成しており、清須市の文化ゾーンとして指定管理者であるTRC・名古屋三越グループ共同事業体が一体管理をおこなっている。

## 歴史
- 1999年（平成11年）4月 - 西春日井郡春日町にはるひ美術館として開館。
- 2009年（平成21年）10月1日 - 春日町が清須市に編入されたため、清須市はるひ美術館に改称した。

## 展示

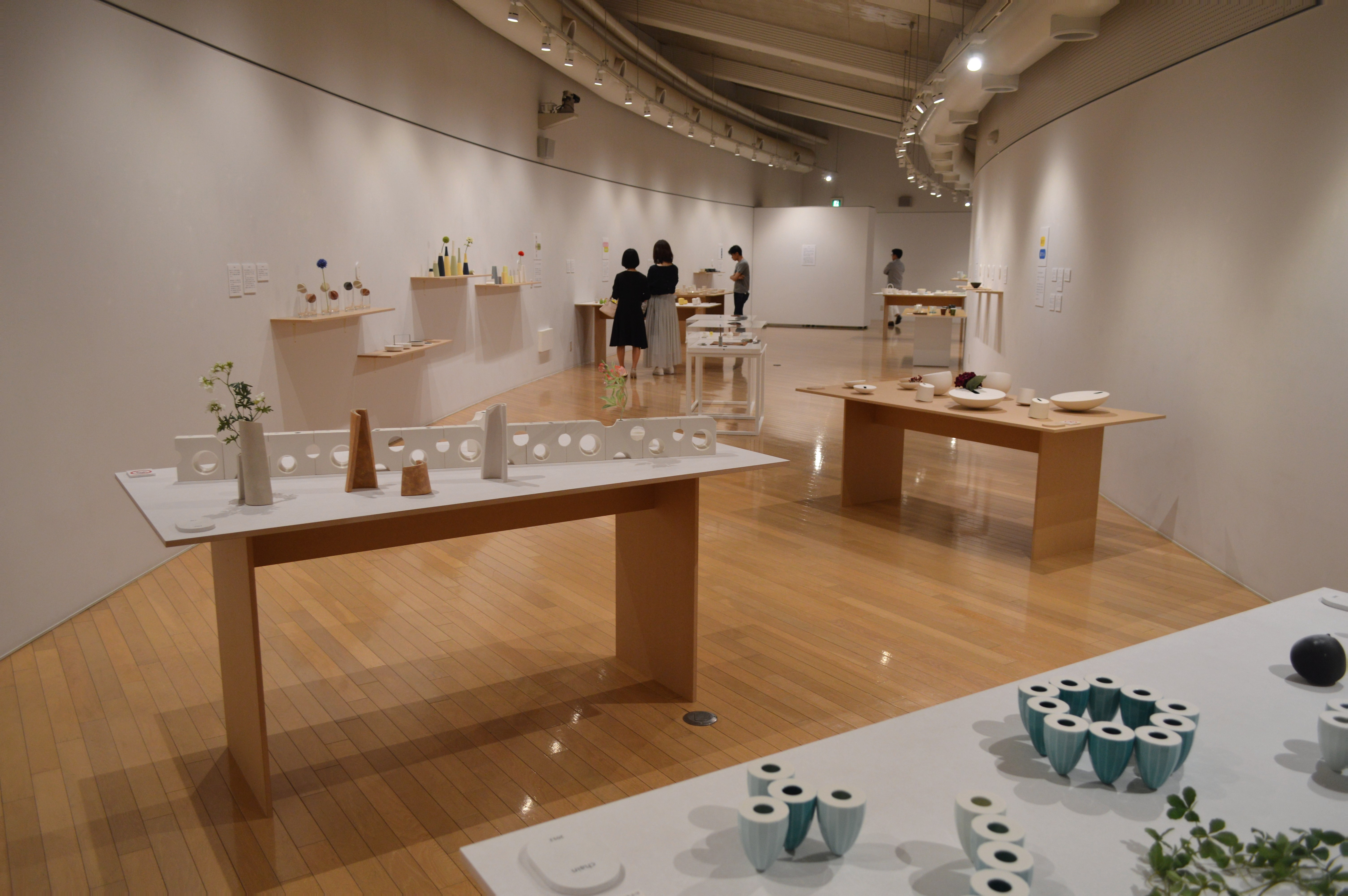
展示室

地域にゆかりのある作家や、開館以来続けている公募展に関連した展示、また独自の企画展などを開催している。
2012年（平成24年）にはデザイナーの高北幸矢が館長に就任。高北は名古屋造形芸術大学の教授や学長を務めた人物である。就任半年後からは毎月1回の頻度で「高北幸矢館長アートトーク」を開催し、2021年（令和3年）4月には100回目を迎えた。

## 清須市はるひ絵画トリエンナーレ
開館した1999年（平成11年）には「夢広場はるひ絵画展」を初開催した。2001年（平成13年）「夢広場はるひ絵画ビエンナーレ」に改称して2年に1回の頻度となり、2009年（平成21年）には「清須市はるひ絵画トリエンナーレ」に改称して3年に1回の頻度となっている。2020年（令和2年）には「清須市はるひ絵画トリエンナーレ」が10回目を迎え、新進作家の登竜門として定着しているとされる。

### 歴代大賞受賞者
夢広場はるひ絵画展
- 1999年・第1回：原田章生「犬の力」

夢広場はるひ絵画ビエンナーレ
- 2001年・第2回：中島葉子「afterimage」
- 2002年・第3回：森川美紀「Jiufeng」
- 2005年・第4回：鈴木雅明「街灯」
- 2006年・第5回：カミムラケイサク「羽化406」
- 2008年・第6回：上田暁子「世界は大きな花束でもある」

清須市はるひ絵画トリエンナーレ
- 2012年・第7回：源馬菜穂「contact」
- 2015年・第8回：興津眞紀子「光と希望」
- 2018年・第9回：田岡菜甫「遠吠え」
- 2021年・第10回：福嶋さくら「stolen landscape」

## 利用案内
- 開館時間 - 10：00 - 19：00（最終入場18：30）
- 休館日 - 毎週月曜日（月曜日が祝日の場合は翌日）、年末年始
- 入館料 - 展覧会により異なる

## 交通アクセス
- JR東海道本線 清洲駅から徒歩で約20分。
- 名二環 清洲東ICから車で約15分。
- 名神高速道路 一宮ICから車で約20分。